# クリストファー・カイマン・リー
クリストファー・カイマン・リー（Christopher Khayman Lee、1978年3月11日  -）は、アメリカ合衆国の俳優。妹は女優のカイラー・リー。

## 人物
ニュージャージー州ティーネックで生まれ、バージニア州バージニアビーチで育ち、後にフロリダ州マイアミに移住。
高校卒業資格を取得した後、俳優としてデビュー。CMなどを中心に活動し、1997年の『Kickboxing Academy』が映画初主演。同作では妹のカイラー・リーとも競演した。
1998年に放送された『パワーレンジャー・イン・スペース』ではレッドレンジャー・アンドロス役でレギュラー出演。同作への出演決定後はロサンゼルスに移住している。
コミック・ライターとしても活動しており、自身の会社ウェスト・コース・コミックにて、リードライターを務めている。

## 出演

### テレビドラマ
| タイトル                                                         | 放送年 | 役名                                        | 備考                                 |
| ---------------------------------------------------------------- | ------ | ------------------------------------------- | ------------------------------------ |
| Hall Pass                                                        | 1996   |                                             | 主演                                 |
| パワーレンジャー・イン・スペース Power Rangers in Space          | 1998   | アンドロス / レッドスペースレンジャー（声） | 第1話は声のみの出演                  |
| 7th Heaven                                                       | 1999   | ジャック                                    | 第64話ゲスト                         |
| パワーレンジャー・ロスト・ギャラクシー Power Rangers Lost Galaxy | 1999   | アンドロス / レッドスペースレンジャー（声） | 第30・31話ゲスト                     |
| Safe Harbor                                                      | 1999   | ヘイデン・ローリング                        | ヤングアーティストアワードノミネート |
| All About Us                                                     | 2001   | ルーカス・ドーソン                          | 第3・13話ゲスト                      |
| パワーレンジャー・ワイルドフォース Power Rangers Wild Force      | 2002   | アンドロス / レッドスペースレンジャー（声） | 第34話ゲスト                         |
| ボストン・パブリック Boston Public                               | 2003   | 本人役                                      | 第74話ゲスト                         |
| パワーレンジャー・ダイノサンダー Power Rangers DinoThunder       | 2004   | アンドロス                                  | 第5話ライブラリィ出演                |
| ザット'70sショー That '70s Show                                  | 2004   | 長髪の男                                    | 第157話ゲスト                        |

### 映画
| タイトル                                 | 公開年 | 役名   | 備考 |
| ---------------------------------------- | ------ | ------ | ---- |
| Kickboxing Academy                       | 1997   | ダニー | 主演 |
| みにくいアヒルの子 A Light in the Forest | 2002   | ホリー |      |